# Halo: Combat Evolved
A Halo: Combat Evolved (általában Halo vagy Halo: CE) belső nézetű, lövöldözős játék, amelyet a Bungie Studios fejlesztett és a Microsoft Game Studios kiadásában jelent meg. A Halo sorozat első része, ami az Xbox amerikai debütálásával egy időben jelent meg, később pedig a platform „húzócímévé” vált. 2005. november 9-én bejelentették, hogy a játékból öt milliónál is több példány kelt el, illetve 2003-ban Windows, illetve Mac OS X platformokon is elérhetővé vált a játék, történetét pedig számos regény és képregénykötet folytatta. 2007 decemberében az Xbox Original játékok tagjaként Xbox 360 konzolokon is letölthetővé vált.
A Halo története a 26. században játszódik, főhőse Master Chief, egy különleges fejlesztésekkel felvértezett szuperkatona. Segítségére van Cortana, egy mesterséges intelligencia, aki az idegi hálózatára van csatlakoztatva. A játékos az emberek elpusztítását célul kitűző, földönkívüli lények szövetsége, a Covenant ellen harcol, a helyszín a játék címét is adó mesterséges égitest.
A játék számos elismerést kapott a kritikusoktól és a játékosoktól, az Xbox változat a Metacritic összesítése alapján 97 ponton áll, pozitív kritikával főként a történetet és az ellenfelek mesterséges intelligenciáját illették. A játékot két folytatás a Halo 2 (2004) és a Halo 3 (2007) követte, 2009-ben a sorozat egy mellékággal bővült Halo 3: ODST címmel, 2010-ben pedig megjelent a játék előzményeként szolgáló Halo: Reach. A Halo: Combat Evolved megjelenésének tizedik évfordulójára kiadták a játék felújított változatát mely a Halo: Combat Evolved Anniversary címet viselte. A negyedik rész, melyen már a 343 Industries munkatársai dolgoznak a Bungie helyett, 2012 őszén került a boltokba.

## Játékmenet
A Halo: Combat Evolved egy belső nézetű, lövöldözős játék, a játékos tehát úgy vívja harcát a 3D-s környezetben, hogy közben végig a főszereplő szemén keresztül látja az eseményeket. A játékban lehetőség nyílik az emberek, illetve a Covenant járműveinek használatára is, fajtájukat tekintve tank, terepjáró, valamint az idegenek speciális repülő, illetve légpárnás járművei szerepelnek a repertoárban. A járművekbe szállva a sofőrnek, illetve a fegyverzet kezelőjének kameraállása külső nézetre vált, míg az utasok számára továbbra is megmarad a belső nézet. A játék érdekessége, hogy az emberi járművek nem sérülnek, felborulásuk esetén egy egyszerű gombnyomás után újra használatba vehetőek.
A játékos által irányított karakter egy speciális energiapajzzsal van felvértezve, amely bizonyos mértékig elnyeli a találatokat. Ha azonban a sok sebzés következtében lemerül, akkor a játékos meglehetősen sérülékennyé válik, ugyanis az ilyenkor bekapott találatok miatt közvetlenül az életerejét jelző rovátkák száma kezd csökkenni; amennyiben ezek elfogynak, akkor Master Chief meghal. Ha egy bizonyos ideig nem éri találat a főhőst, a pajzs automatikusan feltöltődik. Ezen értékek kijelzői a képernyő jobb felső sarkában láthatóak, míg a lőszer- és gránátmennyiség a bal felső sarokban kapott helyet. A játék megjelenésekor az újratöltődő pajzs lehetősége egyedi volt a műfajban, korábban ugyanis a játékos csupán a felvehető gyógyító csomagokra és páncélokra támaszkodhatott. Az orvosi készletek ennek ellenére nem tűntek el teljesen a játékból, de jelentőségük nagy mértékben csökkent.
A Halo fegyverarzenálját jellemzően futurisztikus fegyverek alkotják. A kritikák dicsérő szavakkal illették a játék ezen részét, mivel mindegyik eszköz tulajdonságaihoz mérten más-más szituációban válik hasznossá, ezért a játékosnak érdemes fontolóra vennie, hogy melyiket szeretné magával vinni. A Covenant plazmafegyverei a folyamatos tüzelés következtében túlhevülnek, valamint csak egy előre meghatározott mennyiségű energiakapacitással rendelkeznek, melynek felhasználása után már nincs lehetőség a fegyver utántöltésére. A UNSC (United Nations Space Command) katonáinak rendszeresített fegyverzete ezzel szemben hagyományos muníciót használ, így a túlmelegedés sem fenyegeti ezen eszközöket, ugyanakkor a tárukat rendszeresen újra kell tölteni a további tüzeléshez. A korábbi FPS játékokkal ellentétben a főhős itt csupán két fegyvert hordhat magánál egyszerre, ez szintén taktikázásra ösztönzi a játékost.
Egy másik eltérés, hogy gránátok eldobása, illetve a közelharci támadás az épp aktuális fegyverrel is alkalmazható, nem szükséges hozzájuk fegyvert váltani. A fegyverekkel ily módon végrehajtott csapással az ellenfeleket anélkül ki lehet iktatni, hogy azok társai figyelmét magára vonná a játékos. Master Chief gránátok közül egyszerre négy repesz-, illetve négy plazmagránátot hordhat magánál. Utóbbi különlegessége, hogy kibiztosítása és a robbanás között eltelt idő picivel több, mint a repeszgránát esetében, illetve hozzátapad ahhoz, amihez először hozzáér, legyen az jármű vagy ellenfél.

### Ellenfelek

A játékban lehetőség nyílik a Covenant fegyvereinek használatára is

A játékban elsősorban a Covenant nevű, földönkívüli létformákból álló rejtélyes szövetség haderejével kell megküzdeni. Az emberek által Elite-nek nevezett faj egységei ádáz harcosok és a játékos energiapajzsához hasonló védelemmel rendelkeznek, míg a Gruntok alacsony termetű és rendkívül gyáva teremtmények, ha a közelükben nincs társuk, inkább elszaladnak. A Jackal faj képviselői a jobb karjukra erősített energiapajzzsal rendelkeznek. A Hunterek, bár ritkán kerülnek szembe a játékossal, nagyon nagy és erős lények, testük jelentős részét páncélszerű lemezréteg borítja és a játékos által fel nem vehető, robbanó plazmagolyót lövő fegyverrel rendelkeznek.
Később feltűnik egy Flood nevezetű, élősködő faj is, ami az emberiség és a Covenant erőit egyaránt fenyegeti. A játék során három típusú parazita jelenik meg. Az első az úgynevezett Infection Form, amely a Flood alapvető megjelenési formája; sérülékenyek és keveset sebeznek, ám mindig nagy tömegbe koncentrálódnak, így válva jelentős veszélyforrássá. Combat Formnak nevezik azt az állapotot, amikor a parazita már rátelepedett a gazdatestre, átvette szervezetének irányítását, egyúttal annak külső jegyeit is jelentősen megváltoztatta: harcolni képes, fegyverkezelésre alkalmas, szürke bőrű, emberméretű élőlény. A Carrier Form az elöregedett, harcolni már képtelen Combat Formból jön létre, teste megduzzad, mozgása lelassul, és egyfajta keltetője lesz a korábban említett Infection fajtának. A legkisebb sérülés következtében szétdurran, a robbanás pedig a környezetében tartózkodó társait is megölheti, illetve láncreakciót indíthat el a közelben tartózkodó Carrierek között, ami számos kis parazita kirajzásával járhat. A Flood megállítására a korábban kihalt Forerunner faj létrehozott számos mesterséges intelligenciával rendelkező robotot, amelyek bár sérülékenyek, pusztító lézersugárral vannak felszerelve és mechanikus felépítésüknek köszönhetően immunisak a Flood fertőzésére.
Az ellenfelek kidolgozott mesterséges intelligenciáját a kritikák pozitívan fogadták. Fedező tüzet biztosítanak egymásnak és védett helyre húzódnak a találatok elől, gyakran használnak gránátokat és adott esetben vissza is vonulnak. A játékost több alkalommal is segítik a UNSC szárazföldi egységei, ha a játékos járműbe száll és van még fennmaradó hely, akkor követik őt és használják az azon található rögzített gépágyút.

### Többjátékos mód
Mivel az Xbox Live szolgáltatás csak a Halo megjelenése után egy évvel indult el, így a hivatalos online többjátékos lehetőség nem volt biztosított. Helyi hálózaton az Ethernet vagy a system-link segítségével összesen 16 játékos csaphatott össze egymással. A konzolos játékok terén ez a megoldás újdonságnak számított, de hiányosságai miatt számos kritika érte. A Halo többjátékos módjában nincs lehetőség gép által irányított ellenfelek (botok) hozzáadására, egy LAN party alkalmával azonban könnyedén elérhető a 16 fős limit. Az öt fajta különböző egymás elleni játékmód mellett az egyjátékos kampány kooperatív végigjátszásának lehetősége is adott. A Halo többjátékos módját pozitív fogadtatás jellemezte, sokan az egyik legjobb többjátékos móddal rendelkező játéknak tartják.
Bár az Xbox verzió hivatalosan nem rendelkezett online többjátékos támogatással, az olyan szoftverek, mint az XLink Kai, a GameSpy és az XBConnect lehetőséget nyújtanak ennek megkerülésére. A Windows és a Macintosh változatok már támogatják a 16 fős online többjátékos csatákat, illetve új pályák is kerültek ezen változatokba. Az osztott képernyős, illetve kooperatív játék lehetősége azonban kimaradt, a fejlesztők szerint sok munkával járt volna elkészíteni azt ezekhez a változatokhoz. 2004. március 15-én a Gearbox Software kiadta a windowsos változathoz a Halo: Custom Edition nevű frissítést, mellyel saját pályákat és módosításokat készíthettek a rajongók.

## Történet

### Bevezetés
A Halo: Combat Evolved a Bungie Studios által teremtett sci-fi univerzumban játszódik. A történet szerint az emberiség a túlnépesedés miatt új élőhelyek felfedezésére kényszerült. Miután képessé váltak a fénysebességnél gyorsabb utazásra képes űrhajók építésére, számos más bolygó kolonizálásába kezdtek. Ezen tervekben kulcsfontosságú szerepet töltött be a Reach bolygó, melyen az űrhajógyártás mellett tudományos és katonai kísérleteket folytattak. Az egyik ilyen jellegű projekt, a Spartan Program, melynek célja genetikailag és technikailag továbbfejlesztett szuperkatonák létrehozása volt. A játék kezdete előtt 27 évvel, 2525-ben a technológiailag fejlettebb, idegen fajokat tömörítő szövetség, a Covenant az emberiség kiirtásába kezdett, mert isteneik elleni véteknek tartják létezésüket. Az emberek alkotta United Nations Space Command lesújtó vereségek sorozatát kénytelen elszenvedni, mert bár a Spartan-II katonák eredményesen harcolnak a Covenant ellen, csekély számuk miatt nem képesek megfordítani a háború kimenetelét.
Az emberek a Covenant erők központjának felderítésére dolgoznak ki egy tervet, a Spartan-II katonákat visszarendelik a Reach bolygóra, hogy fejlesztett páncélzattal lássák el őket. A küldetés kezdete előtt két nappal az idegenek lerohanják és elpusztítják a kolóniát. A Pillar of Autumn űrhajó és legénysége túléli a támadást, majd a Cole protokollt követve hipertérugrást hajt végre egy véletlenszerűen kiválasztott helyre, hogy elcsalják az ellenséget, ezzel megakadályozva a Föld felfedezését. A protokoll kimondja továbbá azt is, hogy a hajó és mesterséges intelligenciája, illetve a tárolt adatok nem juthatnak ellenséges kezekbe, ezért végső esetben egy önmegsemmisítő mechanizmus lép érvénybe.
Több tucat űrhajó veszi őket üldözőbe, ezalatt a Pillar of Autumn kapitányának parancsára felébresztik a mesterséges álomban tartott Spartan-II katonát, Master Chief-et. A hipertérugrás egy hatalmas, gyűrű alakú építményhez, egy halóhoz vezeti őket. A játék háttértörténete szerint összesen hét Halo maradt épségben a Forerunner faj és a Flood háborúja után. Ezen fiktív mesterséges világok jellemző tulajdonsága, hogy átmérőjük tízezer kilométer, valamint egy adott bolygó és holdja között lévő Lagrange-pontok körüli pályán keringenek. A keringés hatására kialakult centrifugális erő biztosítja a Halón tapasztalható gravitációt.

### Szereplők
A játék és későbbi folytatásainak főszereplője Master Chief Petty Officer John-117, aki egyike a Reach bukását túlélő kevés Spartan-II katonának. A Pillar of Autumn mesterséges intelligenciája, Cortana lesz a társa a küldetései során, akit a egy idegi implantátumként Master Chief Mjolnir Mark V kódnevű páncélzatába helyeznek. Fontosabb szerepet tölt majd be a történetben a hajó kapitánya, Jacob Keyes, illetve Avery Junior Johnson törzsőrmester. A játék egyik központi ellenfele 343 Guilty Spark, a Halót ellenőrzése alatt tartó mesterséges intelligencia lesz.

### Cselekmény

A Halo számos vezethető járművet kínál.

A Halo: Reach eseményei után közvetlenül, a játék nyitójelenetében a Pillar of Autumn hipertérugrását követően felfedezik a Halót, míg az őket üldöző ellenséges erők súlyos károkat okoznak az űrhajón. A Cole protokoll életbe lép, a kapitány átadja Cortanát a főhősnek és parancsba adja, hogy egy mentőkapszulával hagyják el a hajót, míg ő megkísérli a Halón való leszállást. A mentőkapszula fékszárnyai leszakadnak a nagy sebességtől és a becsapódását csak Cortana és Master Chief élték túl, illetve Keyes kapitány átvészelte a Pillar of Autumn lezuhanását, de az ellenség fogságába került. A második és harmadik pályán a fő feladat a szétszóródott túlélők összegyűjtése és Keyes kapitány kiszabadítás lesz. Miután a Truth and Reconciliation fedélzetéről megmenti a kapitányt, azt a küldetést kapja, hogy hatoljon be a Halo vezérlőtermébe és tudja meg, mi a valódi rendeltetése. Először el kell jutnia a Silent Cartographernek nevezett terembe, ahol információt szerezhet a központi vezérlő hollétéről. Amikor Cortana belép a vezérlőterem rendszerébe, rájön, hogy a Halo nem akármilyen fegyver és azonnal Keyes után küldi a főhőst, míg ő a rendszerben marad. Amikor Master Chief a kapitány keresésére indul, nyilvánvaló válik, hogy a Covenant akaratlanul is elszabadította a Halo által fogvatartott parazitajellegű fajt, a Floodot. Keyes a másik csapat élén rejtett ellenséges fegyverek után kutatott, Chief pedig későn érkezik, már csak Wallace A. Jenkins közlegény sisakját találja meg, amiből kiveszi a korábbi eseményeket rögzítő memóriachipet. A felvételeket lejátszva látja, ahogy Keyes és a többiek áldozatul esnek a Flood támadásának. Később egy osztag tengerészgyalogossal találkozik és próbál segíteni rajtuk, amikor hirtelen feltűnik a Halót felügyelő 343 Guilty Spark és elteleportálja a Librarynak nevezett helyre azzal a céllal, hogy felkutassa az Indexet és aktiválja vele a Halót, amivel megakadályozhatná a Flood elterjedését a létesítményen.
Miután megszerzi az Indexet és 343 Guilty Spark visszateleportálja a vezérlőterembe, felkészülnek a Halo aktiválására. Cortana azonban feltűnik, elragadja az Indexet és figyelmezteti a főhőst, hogy kijátszották őt, a gyűrű aktiválásával ugyanis a többi Halóval együtt egy láncreakció indul el, melynek során minden élőlény kipusztul a galaxisban, ezzel szüntetve meg a Flood tápanyagforrását és állítva meg annak terjedését.
Az információ birtokában Master Chief elhatározza, hogy szembeszegül Guilty Sparkkal és nem aktiválja a Halo védelmi rendszerét, hanem elpusztítja az egészet. Cortana javaslatára a lezuhant Pillar of Autumn űrhajóhoz siet, hogy aktiválják annak önmegsemmisítő rendszerét, a fúziós reaktor felrobbanásának hatására ugyanis a Halo is elpusztulna. A hajó védelmi rendszere azonban meggátolja a protokollt, ha nem kap engedélyt a kapitánytól, így vissza kell térnie a Flood által megfertőzött Truth and Reconciliation űrhajóra. Cortana érzékeli Keyes Command Neural Interface chipjének jeleit, de amikor rátalálnak, már csak a Flood által megfertőzött testét látják. Chief kitépi az agyából a CNI chipet és visszatér az űrhajóra, hogy elindítsa az önmegsemmisítést. A visszaszámlálást azonban Guilty Spark megállítja, aki rácsatlakozott a hajó rendszereire, így a tizedik és egyben utolsó pályán Chief a Pillar of Autumn roncsain átküzdi magát, majd a fúziós reaktorokat felrobbantva a szervizalagúton keresztül eljut a hangárba és egy csapatszállító űrhajóval elhagyják a hamarosan felrobbanó Pillar of Autumn fedélzetét, illetve a darabokra szakadó Halót.

## Fejlesztés

Az ellenfelek mesterséges intelligenciájának kidolgozását a játék legfőbb erényének tartják.

1999. július 21-én a Macworld Conference & Expo alkalmával Steve Jobs bejelentette, hogy a Halo Mac OS és Windows rendszerekre egy időben fog majd megjelenni. Még ezen bejelentés előtt a sajtó képviselői már láthatták a játékot az 1999 májusában megtartott E3 alkalmával, de titoktartási szerződés kötötte őket, így a nagyközönségnek nem fedhették fel a programot, de már akkor is le voltak tőle nyűgözve. A Bungie később azt nyilatkozta, hogy a fejlesztés korábbi szakaszában még egy sci-fi univerzumban játszódó valós idejű stratégiai játékot terveztek, ami a korábbi, Myth című videójáték-sorozatukra hasonlított volna.
2000 májusában tartott E3 rendezvényen bemutatták a Halo első trailerét, ami kedvező fogadtatásra talált az azt megtekintők körében. Ez a változat sokban különbözött a már korábban bemutatott videókhoz képest, ami az első nagyobb fordulatot jelzi a játék fejlesztésének történetében. Ekkor a Halo még third-person shooter műfajú volt, ám maga a Halo és a Covenant kezdeti verziói már a később megjelenő játékra emlékeztettek. Az emberi csapatok ekkor még nagyobb számban tűntek fel és gerilla-hadviselést folytattak a technológiailag fejlettebb idegenek ellen, valamint vadon élő állatokkal is lehetett találkozni, de egy későbbi tervezési döntés következtében eltávolították őket.
A korábban elterjedt pletykák szerint a Microsoft a Bungie Studios felvásárlást tervezte, ami a kiadó 2000. június 19-én megjelent nyilatkozatával be is igazolódott.
A játék így a Microsoft első konzolja, az Xbox egyik exkluzív húzócímévé vált. A Bungie ezután teljesen átírta a játék motorját, a jelentős grafikai változások mellett pedig a first-person shooter műfaját választották a korábbi TPS helyett. Az eredeti tervek szerint a játék egyik fontos tulajdonsága lett volna az online többjátékos mód támogatása, ám ezt végül elvetették, mivel az Xbox Live rendszere nem állt készen a Halo megjelenésekor. A 2001 márciusában megtartott Gamestock rendezvényen egy kipróbálható változatát állították ki a játéknak, ami pozitív kritikákat kapott. A 2001-es E3 alkalmával kiállított változat azonban már vegyes kritikai fogadtatásban részesült. A játék Észak-Amerikában 2001. november 21-én került a boltokba, az Xbox amerikai debütálásával egy időben. A "Combat Evolved" alcím a marketingesek nyomására csatolódott a játékhoz, akik szerint a Halo önmagában kevésbé volt kifejező a katonai jellegű játékok között.
2002. július 12-én bejelentették, hogy a Halo Windows platformra is megjelenik, melynek portolását a Gearbox Software végzi majd. A 2003-as E3 alkalmával tartott bemutatásakor megoszlottak róla a vélemények. Végül 2003 őszén került a boltokba, feljavított grafikával és online többjátékos támogatással, ám kompatibilitási problémák miatt többeknél nem megfelelően futott a program. A Halo 2003. december 3-án végül Mac OS X rendszereken is elérhetővé vált. 2007. december 4-én a játék megjelent az Xbox Live Marketplace kínálatában, így az Xbox 360 tulajdonosok is megvásárolhatták a programot.

### Zene
A Halo zenéjét a Bungie Studios hangtechnikai felelőse, Martin O’Donnell szerezte, a kritikák pedig egyöntetűen pozitív értékeléseket adtak a játék ezen részére. Egy interjúban elmondta, hogy a zene megalkotásánál a fő célja volt, hogy a játékos átérezze az események fontosságát és súlyát, illetve egyfajta antik hatást, ami illik a Halo dizájnjához. Amikor a játék zenéjén dolgozott, odafigyelt arra, hogy a legtöbb részlet könnyen átalakítható és remixelhető legyen: a háttérben felcsendülő dallamokat több variálható részletre osztotta, amik véletlenszerűen összekapcsolódhattak egy másik zenerészlettel, ezáltal továbbra is érdekes tudott maradni, valamint az egyes szituációk hosszához is egyszerűen lehetett igazítani ezeket. O’Donnell elmondta, hogy a pályatervezőkkel együtt tekintette végig a játékot, mintha egy film volna, ezen tapasztalatok birtokában pedig a statikus zenei betétek helyett egy dinamikusabb zenei aláfestést teremthetett meg: a tervezők elmondták, hogy az adott szituációban mit szeretnének, hogy a játékos átérezzen, ő pedig ennek megfelelően társította hozzá a zenét, majd együtt visszanézték az eredményt, hogy sikerült-e elérni a kitűzött célt. A Halo zenéje a játékban csak szórványosan csendül fel, nincs állandó háttérzene, ezt a zeneszerző azzal indokolta, hogy a zene az egyik legjobb módszer arra, hogy a játékos érzelmeire hassanak, ezért inkább visszafogottan alkalmazzák, hogy abban a pillanatban csendülhessen fel, amikor a játék a legdrámaibb pillanataihoz érkezik – ellenben, ha folyamatosan hallható volna, úgy elvesztené igazi erejét.

## Fogadtatás
| Összegzőoldal | Értékelés |
| ------------- | --------- |
| GameRankings  | 96%       |
| Metacritic    | 97/100    |

| Szerző        | Értékelés |
| ------------- | --------- |
| 576 Konzol    | 9,5/10    |
| Edge          | 10/10     |
| Eurogamer     | 8/10      |
| Famicú        | 33/40     |
| Game Informer | 9,5/10    |
| GameSpot      | 9,7/10    |
| GameSpy       | 85/100    |
| IGN           | 9,7/10    |

| Szerző                         | Díj                                     |
| ------------------------------ | --------------------------------------- |
| Game Developers Choice Awards  | Legjobb videójáték zene (2002)[forrás?] |
| Interactive Achievement Awards | Az év legjobb játéka (2001)[forrás?]    |

A Halo, megjelenését követően, az Xbox legkeresettebb játékává és a hatodik konzolgeneráció leggyorsabban fogyó programjává vált: 2002. április 8-áig egy millió példány talált gazdára. A megjelenése utáni hónapokban minden második eladott Xbox konzolra legalább egy Halo jutott, eladási árát pedig egészen 2003. november 30-áig nem csökkentették. 2003 július 14-én a játék eladásai meghaladták a három millió példányt, 2004. január 28-án a négymilliós határt is elérte, 2005. november 9-én pedig a világszerte eladott példányszám túllépte az ötmilliót.
A Halo a kritikusok körében is sikereket aratott, a Metacritic oldalán az Xbox változat 97 pontos átlagértékeléssel bír. Az Electronic Gaming Monthly kritikusát teljesen lenyűgözte a játék, míg az Edge a konzolok történetének legjelentősebb nyitócímének nevezte az alkotást és megítélésük szerint túlszárnyalta a GoldenEye 007 című játékot, mely meghatározó volt a konzolos first-person shooterek többjátékos módjának fejlődésére. A GameSpot kritikájában megemlíti, hogy már csak az egyjátékos mód miatt is megéri beruházni az Xbox-ra: „Nem csak egyszerűen a legjobb az Xbox nyitócímei között, hanem a valaha készült egyik legjobb lövöldözős játék, bármelyik platformot is nézzük.” Az IGN kritikusai hasonló véleményen voltak, akik egy kihagyhatatlan, akcióorientált, öt csillagos alkotásnak minősítették. Bizonyos szempontokban mindenki egyetértett: a fegyverek kiegyensúlyozottsága, a járművek szerepe és az ellenfelek mesterséges intelligenciája a játék legfőbb erényei.
A játékot számos Év játéka díjjal tüntették ki, például az Academy of Interactive Arts & Sciences, az Electronic Gaming Monthly az Edge és az IGN részéről. A British Academy of Film and Television Arts díjátadón a legjobb konzolos játéknak járó elismerést kapta meg, a Rolling Stone pedig a Halo zenéjét találta a legjobbnak. Az Xbox.com összesítése szerint legalább 48 díjjal jutalmazták a játékot.
Bár a Halo fogadtatása összességében pozitív volt, a pályatervezését szinte az összes értékelésben negatívan ítélték meg. A GameSpy így ír erről kritikájában: „Számtalan folyosón és irányítótermen vánszorogsz keresztül, amik egytől egyig ugyanúgy festenek és közben olyan ellenfelekkel küzdesz meg újra és újra, amik teljesen hasonlítanak egymásra (…) Egyszerűen frusztráló arra gondolni, hogy a kiváló epizódok ezáltal milyen gyakran fulladnak értelmetlen, repetitív akciójelenetekbe.” A Game Studies hasonlóan vélekedik a problémáról: „A későbbi részekben a pályatervezés a mértéktelen önismétlésbe csap át ahelyett, hogy a minőséget és az ötletességet tartaná szám előtt. Az Eurogamer szerint a játék két jól elkülöníthető részre bontható: az egyik fele pörgős, izgalmas, remekül megtervezett és tele van meglepetésekkel. A másikban pedig a bámulatba ejtő átvezető jelenetek és történetbeli fordulatokat elnyomja a mennyiségre építő, repetitív pályadizájn. Mivel a játék az Xbox Live elindulás előtt jelent meg, így hiányzott belőle az online többjátékos mód (még a gép által irányított ellenfelekkel (botok) sem lehetett játszani), amiért szintén kritikákat kapott az értékelésekben. A GameSpy a 25 leginkább túlértékelt játékról összeállított listájában a tizedik helyre sorolta.
Az 576 Konzol tesztjében kiemelték a játék történetközpontú mivoltát, illetve az újszerű bump mapping technológiával megalkotott, gyönyörű grafikát. További pozitívumként hozták fel, hogy a játékmenet egyszerű, de nagyszerű, az irányítás pedig könnyen kézre esik, valamint a mentési pontok gyakoriak, így az esetleges elhalálozás kevésbé frusztráló. A negatívumokhoz sorolták, hogy a küldetés célja felé mutató navigációs jelzés nem minden esetben tűnik fel a térképen, illetve a járművek irányítási mechanizmusa nem a legszerencsésebb: arra mennek ugyanis, amerre a kamerát forgatja a játékos. Megjegyezték továbbá, hogy az első pár küldetés megalkotásakor az alkotók magasra tették a lécet, ám a később pályák monotonitása, ismétlődő pályaszakaszai rontanak az élményen és végül a játékot 9.5 ponttal jutalmazták a 10-ből.
A Halo PC-s változatának megítélése már kevésbé volt egységes, a Metacritic adatbázisában az értékelések átlaga 83 ponton áll. A GameSpot szerint továbbra is egy hihetetlen játék, egy igazi klasszikus és 9 ponttal jutalmazta a 10-ből. Az IGN 8.2 pontot adott a játékra, szerintük akik már játszottak a Halo Xbox-ra megjelent változatával, azoknak már nem fog sokat nyújtani a program. Az Eurogamer a PC-s portot egy kihagyott lehetőségnek tartotta, bár megjegyezte, hogy az online többjátékos lehetőség miatt még vonzó lehet a veterán Halo játékosok számára.
A Gamer értékelésében kiemeli, hogy annak ellenére, hogy a bétaverzióban tapasztalható optimalizálatlanságon sokat javítottak, a játék még így is sokszor szaggatott, a kooperatív játékmódot pedig kihagyták a programból, ami szintén negatívan befolyásolta a végső értékelést. Az ellenségek mesterséges intelligenciájának dicsérete mellett a gép által irányított társakra sem panaszkodtak, a fizika megvalósítását is pozitívan fogadták. A pályatervezést csillagos ötösre minősítették, az ismétlődő szakaszokkal szemben megbocsátóak voltak és a sietség számlájára írták ezen részeket, dicsérték a játék motorjával készített, hangulatos átvezető jeleneteket. Végül 87%-ot adtak a játékra.
A PC Guru az érdekes történetet, a változatos küldetéseket, a használható járműveket és azok fizikáját méltatta a Covenant mesterséges intelligenciája, a járművek és a fegyverek nyújtotta változatosság valamint remek fizikai motor mellett. Az Xbox változat elkészítésekor a fejlesztők szoros határidőkkel voltak ellátva, ezért az utolsó pályák ismétlődővé váltak, ez az eltelt két év alatt semmit sem változott és sok más újdonság sem került a programba, leszámítva az online többjátékos lehetőség hivatalos támogatását, illetve azt, hogy a PC-s verzióhoz készíthető pályák és modok növelik a játék élettartamát. Negatívumként hozták fel, hogy a kooperatív mód nem került be a programba, míg a zenéket és a többjátékos módot dicsérték. A végső értékelésük 94% volt.
A játékot 2003 októberében mind a Gamer, mind a PC Guru a hónap játékává választotta, utóbbi a 2003-as év értékelésekor a legjobb akciójáték és legjobb multiplayer játék kategóriákban választotta győztesnek.

### Hatása
A GameSpot szerint a Halo megjelenése után a számos apró újításából rengeteg más játék vett át ötleteket. A játékot gyakran emlegetik az Xbox sikerességének legfőbb okaként és sok esetben a konzol zászlóshajójának nevezik a sorozatot. Theodore Beale (Vox Day) játéktervező szerint a játék a Half-Life kötött pályatervezését követte, a dungeon crawl játékok hasonlóságait idézve, mindezt sci-fi környezetben. Később arról ír, hogy a Halo meglovagolta a korábbi konzolos FPS-ek által felállított trendeket. 2006 júliusában a Next Generation Magazine egy cikket közölt arról, hogy a Halo a 21. század második legtöbb bevételt termelő konzolos játéka az Egyesült Államokban, a Grand Theft Auto: Vice City mögött. A játék nagy népszerűségének köszönhetően jöttek létre az úgynevezett Halo klón, illetve „Halo killer” kifejezések. Előbbit a játékhoz hasonló programokra szokták mondani, míg utóbbi jelzővel azon játékokat illetik, amelyek vélhetően túlszárnyalják majd a Halo sikerét. A Halo motorját később a Stubbs the Zombie in Rebel Without a Pulse című játék is felhasználta.
A Halo a Major League Gaming és a World Cyber Games versenyprogramjában is szerepelt. Három évvel később kiadták a folytatást; a Halo 2 a megjelenésének napján 125 millió dollár bevételt termelt és 2,38 millió eladott példányszámával az Egyesült Államok történetének leggyorsabban fogyó médiatermékévé vált. 2007 szeptemberében megjelent a Halo 3, mely az összes korábbi rekordot megdöntve 170 millió dollár bevételt hozott a megjelenését követő 24 órában.
A népszerű, Red vs. Blue című machinima-alapú, parodisztikus animációs rövidfilm-sorozat alapja is a Halo volt.

## Adaptációk

A játék történéseinek helyet adó Halo, ahogy a felszínéről látható.

A Halo: Combat Evolved, illetve a Halo sorozat történetét több regényben is feldolgozták, az első ezek közül a Halo: A Reach bukása (The Fall of Reach), amely az első rész előtörténete. Eric Nylund, a 2001 októberében megjelent könyv szerzőjének mindössze 7 hete volt a megírására, hogy tartani tudja a kiszabott határidőt. A regény a Publishers Weekly listája szerint bestseller lett, több mint kétszázezer eladott példánnyal. A második regényt már William C. Dietz vetette papírra: a Halo: The Flood című könyv már a Halo: Combat Evolved cselekményével egy időben játszódott, Master Chief nézőpontján kívül pedig más szereplők történetébe is belepillantott. A 2003 április elején boltokba kerülő regényt a Publishers Weekly bestsellerei között már májusban megjelent. Nylund a harmadik regénnyel visszatért a sorozathoz: a Halo: First Strike a Halo: Combat Evolved és a Halo 2 történései közé helyezhető, megírására ezúttal már 16 hét állt a rendelkezésére, így jelenhetett meg a könyv 2003 decemberében. A későbbi regények, mint a Nylund által írt, 2006 októberében megjelent Halo: Ghosts of Onyx vagy az egy évvel később kiadott, Joseph Staten által jegyzett Halo: Contact Harvest jelentősen kibővítette a Halo univerzum történetét. 2009 novemberében Halo: Evolutions címmel egy novellagyűjtemény jelent meg, 2011 januárjában pedig Greg Bear Forerunner sorozatának első kötete, a Halo: Cryptum került a boltokba. Karen Traviss 2011 októberében tovább bővítette a sorozat történetét Halo: Glasslands című regényével. A legutolsó Halo témájú könyv, Greg Bear Forerunner sorozatának második kötete, a Halo: Primordium 2012 januárjában került kiadásra.
2006 júliusában képregény formájában is jelentek meg történetek: a The Halo Graphic Novel a Marvel Comics kiadásában jelent meg és négy rövidebb cselekményszálat tartalmazott.
A képregénykötet megírásában és illusztrálásában szerepet vállalt többek között Lee Hammock, Jay Faerber, Nihei Cutomu, Brett Lewis, Simon Bisley, Ed Lee és Jean Giraud. A Bungie a megjelenő adaptációkat mind a Halo univerzum részének tekinti. 2007 augusztusában a Marvel egy négy számban megjelenő minisorozatot indított Halo: Uprising címmel, melyet Brian Michael Bendis és Alex Maleev illusztrált. A 2009-ben megjelenő Halo Wars limitált kiadásához egy 48 oldalas képregényfüzetet mellékeltek, amin Graeme Devine és Eric Nylund dolgozott. 2009 májusában a Marvel tovább bővítette Halo témájú képregényeinek számát és Halo: Helljumper néven, az öt részből álló minisorozatot Peter David írta, a rajzokért Eric Nguyen felelt. Később megjelentek a Halo: A Reach bukása történetét feldolgozó képregénykötetek, melyek a Halo: Blood Line és a Halo: Fall of Reach nevet viselték, 2010, illetve 2011-ben kerültek a boltokba.

### Halo: Combat Evolved Anniversary
A Microsoft a 2011-es E3 alkalmával jelentette be, hogy a 343 Industries fejlesztőstúdió a Halo: Combat Evolved felújított változatán dolgozik. A játék az első rész megjelenésének tizedik évfordulóján, 2011. november 15-én vált megvásárolhatóvá Xbox 360 konzolokon. A remake online többjátékos és kooperatív funkciókkal is rendelkezett. Ezen felül a Halo sorozat első játéka volt, mely Kinect támogatással bírt. A játéknak két grafikus motorja volt: az egyik a Bungie által eredetileg megalkotott „klasszikus” változat, míg a másik a 343 által fejlesztett új verzió, ezek között pedig a játékos egy gombnyomással választhat. Szintén újító abban a tekintetben, hogy a sorozatban elsőként a 3D-s televíziókat is támogatja, ám ez a funkció csak a felújított grafikus motort választva érhető el.

## Fordítás
- Ez a szócikk részben vagy egészben a Halo: Combat Evolved című angol Wikipédia-szócikk ezen változatának fordításán alapul.  Az eredeti cikk szerkesztőit annak laptörténete sorolja fel. Ez a jelzés csupán a megfogalmazás eredetét és a szerzői jogokat jelzi, nem szolgál a cikkben szereplő információk forrásmegjelöléseként.